# András Sajó
András Sajó (ur. 25 marca 1949) – węgierski prawnik, profesor prawa, wykładowca Uniwersytetu Środkowoeuropejskiego i innych uczelni, w latach 2008–2017 sędzia Europejskiego Trybunału Praw Człowieka w Strasburgu.

## Życiorys
W 1972 uzyskał w Eötvös Loránd Tudomány Egyetem (Wydziale Prawa Eötvös Lorand) w Budapeszcie tytuł Doctor Juris, w 1974 i 1979 dyplom w Academie de Droit Comparé w Strasburgu, w 1977 stopień kandydata nauk prawnych w Węgierskiej Akademii Nauk, w 1982 stopień doktora nauk prawnych w tejże Akademii.
W latach 1972–1982 był pracownikiem w Instytucie Nauk Prawnych i Politycznych Węgierskiej Akademii Nauk, w latach 1979–1988 adiunktem i zastępcą profesora w Akademii Ekonomicznej w Budapeszcie, w latach 1984–1999 profesorem prawa w tej Akademii. Był członkiem węgierskiej Komisji Konstytucyjnej (1988–1989), wiceprzewodniczącym Węgierskiej Narodowej Rady Deregulacyjnej (1989–1990), doradcą Prezydenta Węgier (1991–1992). W latach 1991–1992 pełnił funkcję pierwszego dziekana Wydziału Nauk Prawnych Uniwersytetu Środkowoeuropejskiego w Budapeszcie (Central European University), a w latach 1992–2007 był profesorem i przewodniczącym Programów Porównawczego Prawa Konstytucyjnego CEU. W 2008 został sędzią Europejskiego Trybunału Praw Człowieka.
Był profesorem wizytującym New York University, Cardozo Law School, New York, University of Toronto, Columbia University, University of Chicago Law
School, State University of New York at Buffalo Law School. Był stypendystą wielu uniwersytetów.
Członkostwo w organizacjach: American Law Institute, Association Internationale de Droit Économique, Internationale Vereinigung für Rechtsphilosophie, International Sociological Association, Research Committee on Industrial Democracy, Hungarian League for the Abolition of the Death Penalty.
W 1995 został członkiem Węgierskiej Akademii Nauk.
Rzecznik Praw Obywatelskich Adam Bodnar nadał mu w 2019 Odznakę honorową „Za Zasługi dla Ochrony Praw Człowieka”.